# Amaurobius festae
Amaurobius festae là một loài nhện trong họ Amaurobiidae.
Loài này thuộc chi Amaurobius. Amaurobius festae được Lodovico di Caporiacco miêu tả năm 1934.